# Gapinge
Gapinge (51° 33′ N, 3° 38′ L) é uma cidade dos Países Baixos, na província de Zelândia. Gapinge pertence ao município de Veere, e está situada a 6 km, a norte de Middelburg.
Em 2001, a cidade de Gapinge tinha 204 habitantes. A área urbana da cidade é de 0.060 km², e tem 83 residências. 
A área de Gapinge, que também inclui as partes periféricas da cidade, bem como a zona rural circundante, tem uma população estimada em 510 habitantes.